# Laoudou
Laoudou ist ein Weiler in der Landgemeinde Torodi in Niger.

## Geographie

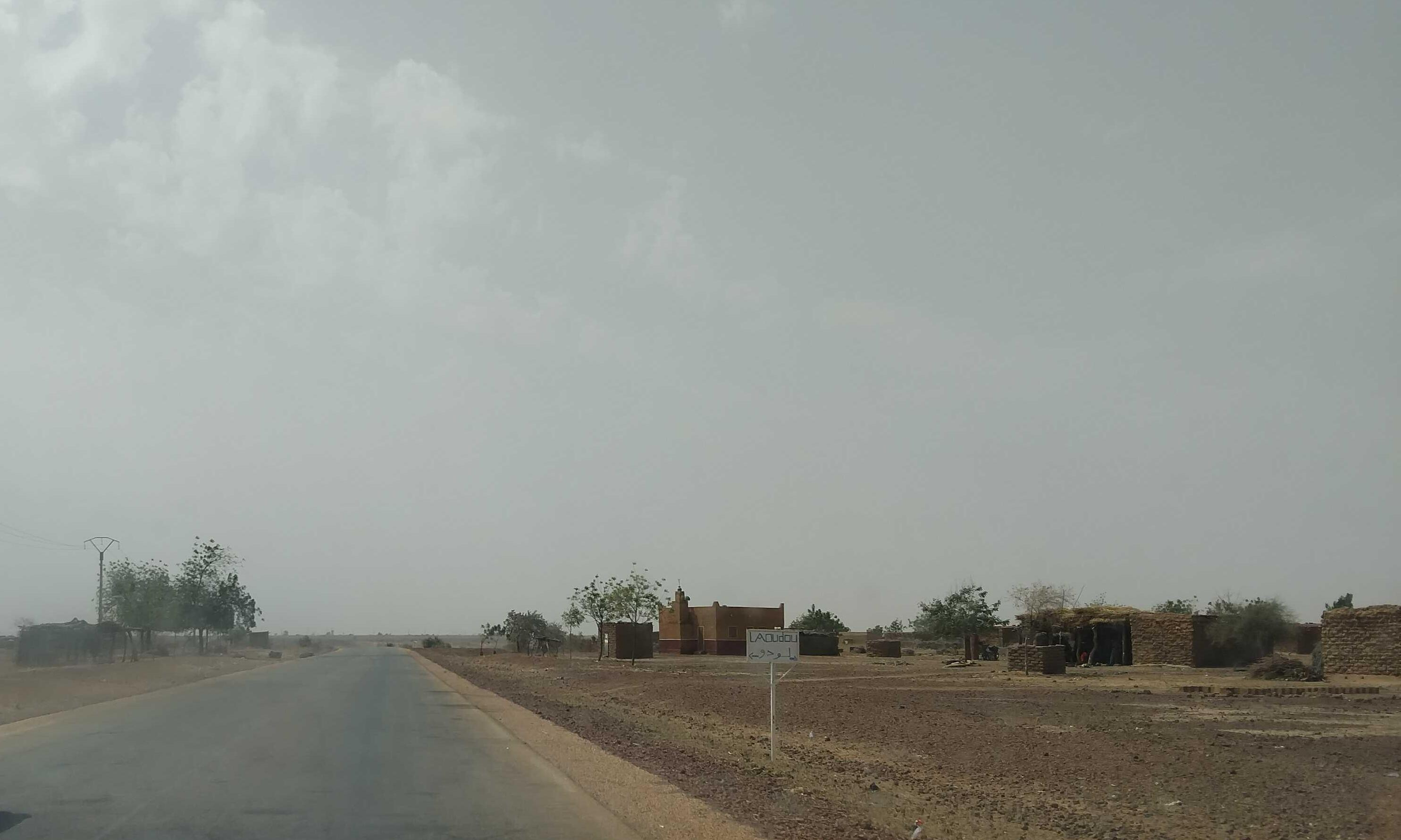
Ortsansicht von Laoudou (2024)

Der Weiler befindet sich rund acht Kilometer nordöstlich des urbanen Zentrums von Torodi, des Hauptorts der gleichnamigen Landgemeinde und des gleichnamigen Departements Torodi, das zur Region Tillabéri gehört. Eine weitere größere Siedlung in der Umgebung von Laoudou ist Kobadjé im Nordosten.
Laoudou ist Teil der Übergangszone zwischen Sahel und Sudan. Die durchschnittliche jährliche Niederschlagsmenge beträgt hier zwischen 500 und 600 mm.

## Geschichte
Mutmaßliche Dschihadisten griffen am 11. Januar 2024 einen Gendarmerieposten in Laoudou an. Sie töteten zwei Gendarmen und fünf Zivilisten.

## Bevölkerung
Bei der Volkszählung 2012 hatte Laoudou 233 Einwohner, die in 25 Haushalten lebten. Bei der Volkszählung 2001 betrug die Einwohnerzahl 253 in 27 Haushalten.

## Wirtschaft und Infrastruktur

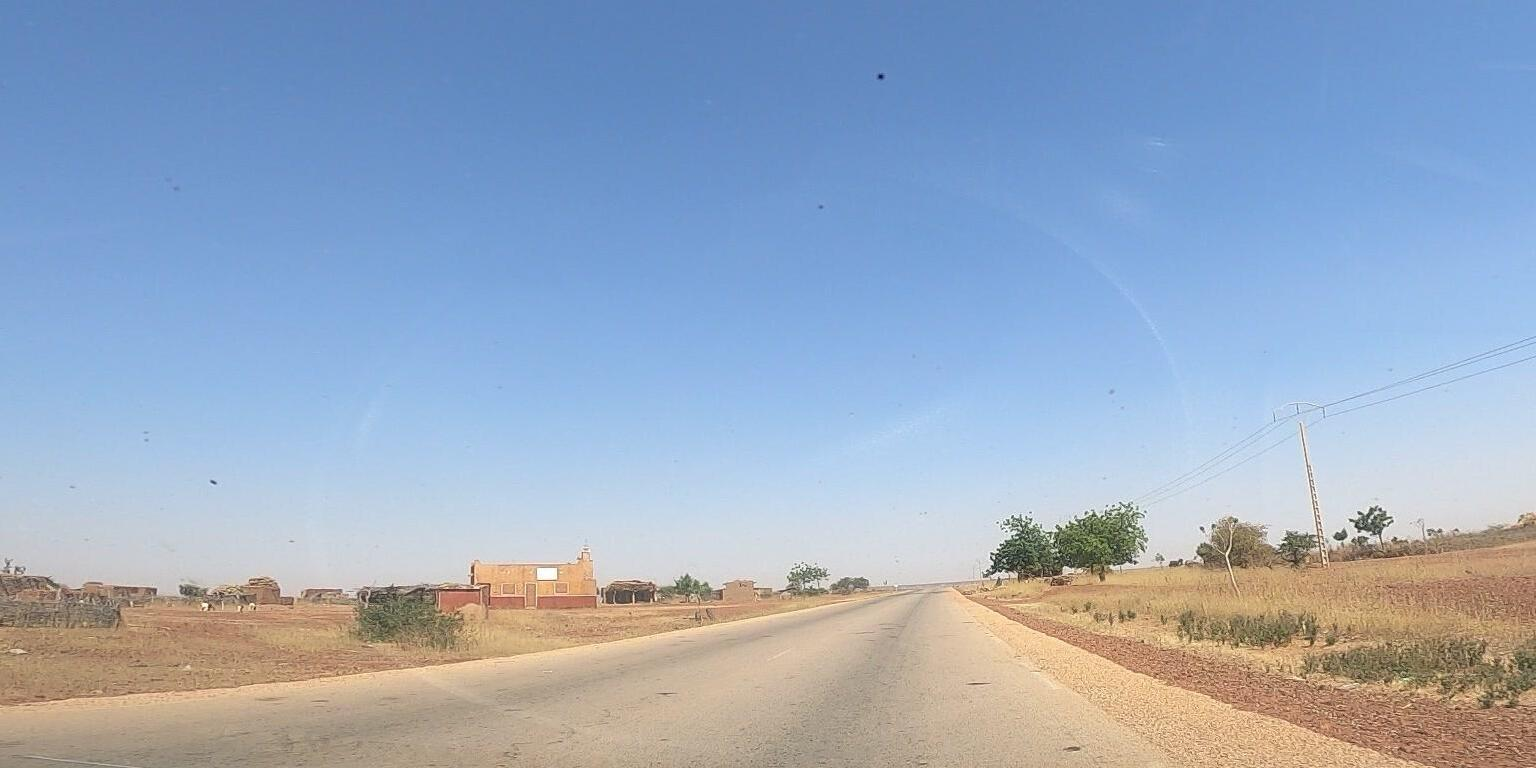
Nationalstraße 6 in Laoudou (2022)

Durch Laoudou verläuft die 119,5 Kilometer lange und asphaltierte Nationalstraße 6 zwischen der Hauptstadt Niamey und der Staatsgrenze zu Burkina Faso.